# Матюшівська сільська рада
Матюшівська сільська рада — у 1920—2017 роках орган місцевого самоврядування у Білоцерківському районі Київської області з адміністративним центром у с. Матюші.

## Загальні відомості
Історична дата утворення: в 1920 році. Водоймища на території, підпорядкованій даній раді: річка Раставиця.

## Населені пункти
Сільській раді були підпорядковані населені пункти:
- с. Матюші

## Склад ради
Рада складається з 16 депутатів та голови.

### Керівний склад ради
| ПІБ                      | Основні відомості                                            | Дата обрання | Дата звільнення |
| ------------------------ | ------------------------------------------------------------ | ------------ | --------------- |
| Бондарчук Борис Іванович | Сільський голова, 1966 року народження, освіта, безпартійний | 26.03.2006   | 31.10.2010      |

Примітка: таблиця складена за даними джерела